# La Palme, Aude

La Palme este o comună în departamentul Aude din sudul Franței. În 1 ianuarie 2022 avea o populație de 1.889 de locuitori.